# ويليام باتلر (محامي)
ويليام باتلر (بالإنجليزية: William Butler)‏ هو قاضي ومحامي أمريكي، ولد في 2 ديسمبر 1822، وتوفي في 2 نوفمبر 1909.